# Barrage de Mbakaou
Barrage de Mbakaou är en dammbyggnad i Kamerun.   Den ligger i regionen Adamaouaregionen, i den centrala delen av landet, 300 km nordost om huvudstaden Yaoundé. Barrage de Mbakaou ligger 844 meter över havet.
Terrängen runt Barrage de Mbakaou är platt. Trakten runt Barrage de Mbakaou är mycket glesbefolkad, med 6 invånare per kvadratkilometer. Trakten runt Barrage de Mbakaou är huvudsakligen savannskog.